# Ascou
 Ascou  es una población y comuna francesa, en la región de Mediodía-Pirineos, departamento de Ariège, en el distrito de Foix y cantón de Ax-les-Thermes.

## Demografía
| 136 | 114 | 120 | 81 | 96 | 102 |
| Para los censos de 1962 a 1999 la población legal corresponde a la población sin duplicidades (Fuente: INSEE [Consultar]) |     |     |    |    |     |